# Universal lingüístic
Un universal lingüístic és un tret que es dona en totes les llengües conegudes, o en la majoria d'aquestes. Segons les hipòtesis, aquestes recurrències es deuen al fet que l'origen del llenguatge és comú (d'una o poques llengües primitives evoluciona la resta amb els mateixos trets fonamentals), o bé al fet que tots els éssers humans posseeixen un llenguatge mental únic, adequat per a conceptualitzar i comunicar l'experiència del món i d'un mateix, i que aquests patrons al cervell es tradueixen de manera natural en qualsevol llengua que s'aprengui (tal com defensen les tendències innatistes com el generativisme i la gramàtica universal). La tipologia lingüística i els estudis de Joseph Greenberg han impulsat el coneixement dels universals lingüístics. Quan un tret és força comú però no arriba a universal lingüístic perquè hi ha idiomes que contradiuen la norma general, es parla de tendència lingüística, i se sol relacionar amb les famílies lingüístiques (ja que les excepcions es donen en idiomes genèticament relacionats).

## Tipus d'universals
Els universals absoluts són característiques que es troben en totes les llengües del món conegudes (i les que potencialment es puguin estudiar), mentre que els universals implicacionals es refereixen a la tipologia: si una llengua pertany a un determinat grup o bé conté un determinat tret, tindrà necessàriament unes altres característiques.
També es poden classificar els universals segons el nivell d'estudi a què pertanyin, i així es parla d'universals fonètics, sintàctics o semàntics, per exemple. Aquests darrers es relacionen amb la filosofia del llenguatge i una tradició que arrenca a Grècia però que té el màxim auge en la filosofia medieval amb el problema dels universals (de caràcter ontològic i no solament lingüístic).

## Alguns universals trobats
La nòmina d'universals unànimement acceptada és encara breu, aquí es llisten per àmbit d'estudi:

### Universals fonètics
- Es diferencia un mínim de dues vocals i dues consonants.
- Existeix en totes les llengües un patró d'entonació per a marcar la intencionalitat del parlant.
- Els sons considerats com a fonema són sempre finits en una llengua i responen a característiques de distinció binàries, com es recull en l'alfabet fonètic internacional.

### Universals morfològics
- Existeix el concepte de categoria gramatical en tots els idiomes analitzats.
- Totes les llengües flexives admeten la derivació.
- Si una llengua té gènere, també té nombre gramatical.[1]
- Tots els idiomes tenen pronoms o paraules per a referir-se a tres persones i un mínim de dos nombres.
- Qualsevol llengua té alguna paraula-funció o nexe.
- Les categories gramaticals amb més membres en cada llengua són sempre els noms (entre els quals es distingeix entre nom propi i nom comú) i els verbs.

### Universals sintàctics
- Totes les llengües estructuren la frase amb la unió d'un subjecte, un verb i un objecte (en ordre variable).
- Les partícules interrogatives es col·loquen de manera no marcada o a l'inici o al final de l'oració (segons l'idioma) i no al mig.
- La condició s'expressa abans que l'altra frase en un ordre no marcat.

### Universals semàntics
- Totes les llengües tenen sinònims i antònims.
- Qualsevol idioma té paraules per diferenciar el negre i el blanc, segons la teoria dels termes bàsics de color.
- La llengua sempre té mecanismes per a generar un doble sentit o metàfora.
- Existeixen mecanismes de dixi espacial i temporal.
- Hi ha sempre termes per a indicar avaluació positiva o negativa (bo-dolent).
- Totes les llengües tenen mecanismes de negació.
- Segons Anna Wierzbicka, tots els idiomes contenen paraules per a expressar els estats mentals bàsics i les operacions de percepció; així, tenen mots per a indicar "veure", "sentir", "voler", "pensar" i "fer".[2]
- Existeixen termes literals i metafòrics per a referir-se a algunes parts del cos humà.[3]